# Chloephaga rubidiceps
L'oca testarossiccia (Chloephaga rubidiceps Sclater, 1861) è un uccello della famiglia degli Anatidi.

## Distribuzione e habitat
Nidifica nelle distese erbose dell'estremità meridionale del Sudamerica, in Terra del Fuoco e Cile, e sulle isole Falkland. Sul continente è però divenuta molto rara. Sverna nelle pianure dell'Argentina meridionale situate a nord dell'areale riproduttivo. La popolazione delle Falkland, invece, è stanziale.

## Descrizione
L'oca testarossiccia è un uccello dalla corporatura tozza lungo 45–50 cm; ha il dorso grigio chiaro e le regioni inferiori marroncine fittamente striate di nero. La testa e la parte superiore del collo sono marrone castano. I sessi sono simili e gli esemplari immaturi hanno un piumaggio più scialbo.
In volo, questa specie rende ben visibili le penne primarie nere che spiccano sul resto delle ali, completamente bianche a eccezione di una larga fascia verde. Il richiamo del maschio consiste in un fischio di bassa frequenza, mentre la femmina emette un suono simile al gracchiare di un corvo.

## Biologia
Depone 4-11 uova in un nido costruito tra le alte erbe della specie Poa flabellata. Questa specie terricola predilige le radure delle foreste umide di pianura e si nutre brucando l'erba; nuota solo raramente. Al di fuori della stagione degli amori si raduna in stormi, spesso misti a esemplari di oca testagrigia.

## Conservazione
Sulle Falkland la specie è tuttora molto numerosa, nonostante la competizione per i pascoli con bovini e ovini, mentre la popolazione sudamericana si è ormai ridotta a poche centinaia di esemplari, non solo per la competizione con il bestiame domestico, ma soprattutto ad opera delle predazioni da parte della volpe grigia argentina, introdotta sulla Terra del Fuoco per tenere sotto controllo la popolazione di conigli.